# Enid Markey

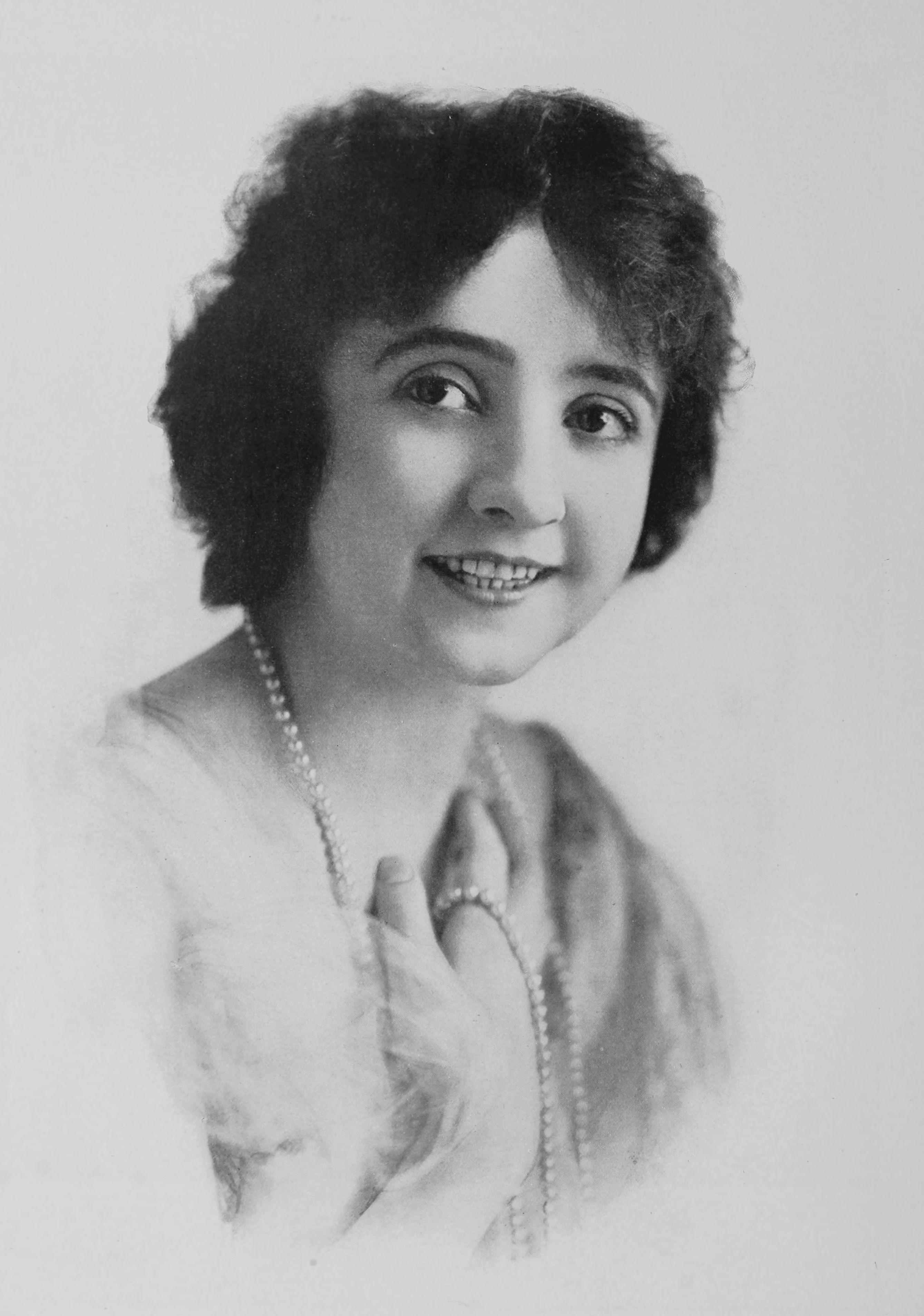
Enid Markey (Motion Picture Classic 1916)

Enid Virginia Markey (* 22. Februar 1894 in Dillon, USA; † 15. November 1981 in Bay Shore) war eine US-amerikanische Schauspielerin mit intensiver Stummfilmkarriere in den 1910er Jahren, zugleich die erste Film-„Jane“ in der Geschichte der Tarzan-Filme.

## Leben und Wirken
Die aus dem US-Bundesstaat Colorado stammende Darstellerin erhielt ihre künstlerische Ausbildung an der Egan Dramatic School und am Goodman Theatre in Chicago. Als 17-Jährige wurde Enid Markey vom Produzenten und Regisseur Thomas H. Ince entdeckt und unter Vertrag genommen. Enid Markey erhielt seit Beginn ihrer Filmkarriere tragende Neben- und Hauptrollen in Ostküstenproduktionen, doch erst ihre Verpflichtung für den Part der Jane im ersten Tarzan-Film der Kinogeschichte Ende 1917 machte die dunkelhaarige Künstlerin mit den ausdrucksstarken Kulleraugen bekannt. Bereits wenig später fand die Wahl-New Yorkerin Enid Markey kaum mehr lohnenswerte Angebote vom Film, und sie ging zum Jahresende 1918 an den Broadway.
Dort debütierte sie am 15. Januar 1919 am Eltinge Theatre in dem Stück Up in Mabel’s Room. Markey blieb der Theaterarbeit über ein halbes Jahrhundert treu. Man sah sie unter anderem in der Komödie The Exciters (1922), der Farce Barnum Was Right (1923), in der musikalischen Farce The Blonde Sinner (1926), der Komödie Sisters of Chorus (1930), der Operette The Two Bouquets (1938), dem Stück Beverly Hills (1940), der Komödie Ah, Wilderness! (1941), dem Drama Snafu (1944/45), in dessen Verfilmung Markey ebenfalls mitwirkte, der Komödie Happy Birthday (1946–48), der Komödienphantasie Mrs. McThing (1952–53), dem Schauspiel Mrs. Patterson (1954–55), Only in America (1959), dem Drama The Ballad of the Sad Café (1963–64) und der Komödie What Did We Wrong? (1967).
Nebenbei wirkte Enid Markey auch in der einen oder anderen Fernsehproduktion, vor allem in einzelnen Folgen bekannter Reihen der 1950er Jahre, mit. Im Kinofilm sah man die Künstlerin nur noch in winzigen Charakterrollen, primär in der zweiten Hälfte der 1940er Jahre. 1968 stand Markey mit einer winzigen Rolle letztmals vor einer Kamera. Nachdem sich Enid Markey 1973 die Hüfte gebrochen hatte, zog sich die Künstlerin vollständig ins Privatleben zurück. Sie starb in einem Krankenhaus in Bay Shore an den Folgen eines Herzanfalls.

## Filmografie
- 1911: The Fortunes of War (Kurzfilm)
- 1912: The Restoration (Kurzfilm)
- 1912: When Lee Surrenders (Kurzfilm)
- 1913: The Buried Past
- 1913: Die Schlacht bei Gettysburg (The Battle of Gettysburg)
- 1914: In the Cow Country
- 1914: The Silver Bell
- 1914: The Friend
- 1914: The Thunderbolt
- 1915: The Cup of Life
- 1915: The Spirit of the Bell
- 1915: The Darkening Trail
- 1915: The Mating
- 1915: Between Men
- 1916: The Phantom
- 1916: Civilization
- 1916: The Captive God
- 1916: The Devil’s Double
- 1916: The Female of the Species
- 1917: The Yankee Way
- 1017: The Curse of Eve
- 1917: The Zeppelin’s Last Raid
- 1917: Tarzan bei den Affen (Tarzan of the Apes)
- 1918: Six Shooter Andy
- 1918: The Romance of Tarzan
- 1919: She’s Everywhere
- 1920: Sink or Swim
- 1945: Snafu
- 1948: Stadt ohne Maske (The Naked City)
- 1948: Stage Door (Fernsehfilm)
- 1949: Take One False Step
- 1951: The Dagmar Story (Fernsehfilm)
- 1956: Alfred Hitchcock Presents: The Legacy
- 1960–61: Bringing Up Buddy (Fernsehserie)
- 1962: Preston & Preston (The Defenders, Fernsehserie, 1 Folge)
- 1963: Camera Three (Fernsehserie)
- 1968: Der Frauenmörder von Boston (The Boston Strangler)